# Cassandra Trelawney
Cassandra Trelawney er profeser Sibyll Trelawneys tipoldemor, Sibyll Trealawney er lærern i spådom på Hogwarts i serien om Harry Potter. Man møder hende ikke i Harry Potter-filmene, men en eller to gange i bøgerne.